# 福特島
福特岛（英語：Ford Island）是位于美国夏威夷州歐胡島珍珠港中心的一个小岛。1825年，该岛於被面积为334英亩（135公顷），20世纪30年代，福特島的面積增加到441英亩（178公顷），增加的領土來自於美國海軍疏浚珍珠港時挖出的泥土。1939年，該島被美国海军接管，美國在該島上設立战舰和潜艇维修站。